# Battaglia di Wolf 359
La Battaglia di Wolf 359 è una battaglia immaginaria dell'universo di Star Trek. È la prima grande battaglia spaziale tra la Flotta Stellare della Federazione Unita dei Pianeti e il collettivo Borg. Lo scontro è avvenuto nei pressi di Wolf 359, una stella realmente esistente che si trova a poco meno di 8 anni luce dalla Terra. È registrata come una delle battaglie più distruttive della Federazione prima della guerra del Dominio.
La battaglia viene descritta nella serie Star Trek: The Next Generation durante l'episodio L'attacco dei Borg (seconda parte). Il vero combattimento viene mostrato nell'espisodio L'emissario della serie Star Trek: Deep Space Nine. Inoltre è citata nella serie Star Trek: Picard durante l'episodio Nessuno Scenario Vincente e nella serie Star Trek: Voyager nell'episodio Unito.

## Storia

### Preludio alla Battaglia
Nel giugno del 2366, in data stellare 43989.1, la USS Enterprise-D venne inviata a Jouret IV, dopo che si era perso da 12 ore il contatto con la colonia di New Providence. La colonia fu trovata completamente distrutta.
L'Ammiraglio J.P. Hanson e il Tenente Comandante Shelby della divisione tattica della Flotta Stellare arrivarono sul posto per indagare sulla scomparsa. Una squadra stabilì che la colonia era stata spazzata via da armi simili a quelle trovate sul Cubo Borg incontrato dall'Enterprise nel sistema J-25. La Flotta Stellare inizio immediatamente i preparativi per una possibile invasione Borg.
L'Ammiraglio Hanson fece ritorno alla base stellare 324 per discutere della strategia col comando della Flotta Stellare, che impose uno stato permanente di allarme giallo, e messo in guardia tutti gli avamposti della Federazione e quelli degli alleati. Questa sera stessa alle ore 19:00, la USS Lalo partì da Zeta Alpha II per un trasporto, diretta su Sentinel Minori IV. Alle ore 22:12 la base stellare 157 ricevette una comunicazione dalla Lalo nella quale si riferiva di un contatto con un oggetto cubico. Il segnale venne subito dopo interrotto e da allora non si ebbero più notizie della nave.
Dopo la ricezione di tali informazioni da parte dell'ammiraglio Hanson, la USS Enterprise deviò la sua rotta verso le ultime coordinate della nave stellare USS Lalo. Con i rinforzi della Flotta ad almeno sei giorni di distanza, l'Enterprise si ritrovò sola ad affrontare il Cubo Borg. I Borg chiesero che il capitano dell'Enterprise, Jean-Luc Picard, fosse portato a bordo della loro nave per uno scopo non specificato. Dopo un breve scambio di fuoco, l'Enterprise si ritirò nella nebulosa Paulson, seguita dalla nave Borg.
Nascosti nella nube di polvere, l'Enterprise e il suo equipaggio si prepararono per l'inevitabile conflitto e, nel tentativo di forzare le azioni della nave stellare, i Borg lanciarono siluri magnetometrici guidati nella nebulosa causando lievi danni all'Enterprise. Picard diede l'ordine di uscire fuori dalla nebulosa e nel conseguente attacco Picard venne catturato dai Borg, che si allontanarono ad alta curvatura, in rotta verso il Settore 001, ossia il nucleo centrale della Federazione.
L'Enterprise partì all'inseguimento; William T. Riker, ora facente funzioni di capitano, elaborò un piano per costringere il Cubo a uscire dalla curvatura al fine di permettere all'Enterprise di recuperare Picard: una squadra guidata dal tenente comandante Shelby fu inviata sul Cubo dove scoprirono che il capitano Picard era stato assimilato dai Borg e trasformato in un drone, con la designazione di Locutus di Borg.
Dopo aver disattivato temporaneamente il Cubo, l'Enterprise lo colpì con tutto il suo arsenale, ma il Cubo facilmente respinse l'attacco grazie alle conoscenze tattiche assimilate da Picard e riprendendo la sua rotta verso il sistema solare, mentre l'Enterprise si ritrovò costretta a rimanere indietro a causa dei pesanti danni subiti durante la battaglia.
Nel frattempo, l'ammiraglio Hanson e il comando di Flotta avevano riunito all'ultimo momento una flotta di 40 navi stellari nel tentativo di bloccare la strada al Cubo Borg. Anche l'Impero Klingon inviò un numero imprecisato di falchi da guerra per contribuire alla difesa e fu contemplata addirittura la possibilità di chiedere aiuto ai Romulani.

### Battaglia
In data stellare 44002.3, quaranta navi stellari sotto il comando dell'ammiraglio J.P. Hanson si disposero vicino alla stella Wolf 359 per intercettare il Cubo Borg diretto verso la Terra. I Borg avevano precedentemente assimilato il capitano Jean-Luc Picard e quindi avevano appreso tutte le sue conoscenze compresa la sua abilità tattica e la sua ampia conoscenza delle tattiche e tecnologie Federali. Oltre a questo, va segnalato che dei 40 vascelli federali che presero parte alla battaglia, la maggior parte di essi erano progettati per l'esplorazione (come dimostra la presenza di navi di classe Freedom e Oberth), che trasportavano anche le famiglie degli equipaggi ed erano, quindi, assolutamente inadeguate a sostenere uno scontro con altre navi, specialmente con un Cubo Borg.
Locutus ordinò alle navi stellari presenti di abbassare le armi e di condurre il Cubo verso il Settore 001 per permettere ai Borg di assimilare la Terra. La Flotta rifiutò e ingaggiò battaglia col Cubo, che ebbe termine in pochi minuti. I Borg, forti della loro superiorità tecnologica e delle conoscenze acquisite da Picard, ottennero una vittoria schiacciante e la Flotta Stellare subì più di 11000 morti e 39 navi stellari distrutte.

### Dopo la Battaglia
Il Cubo Borg proseguì la sua corsa ma, durante il tragitto verso la Terra, fu intercettato dall'USS Enterprise D che, tentando una missione disperata, riuscì a salvare il capitano Picard, e in seguito riuscì anche a indurre il Cubo all'autodistruzione. Il capitano Picard soffrì per molto tempo di un profondo rimorso per le migliaia di persone morte a causa dei Borg e delle sue conoscenze.
Anche se il risultato dell'invasione sarebbe potuto essere molto peggiore, il risultato della battaglia fu a dir poco un disastro. Con così tante navi stellari impegnate in missioni di esplorazione a lungo raggio, la Flotta Stellare era rimasta con un minor numero di navi per la difesa dei sistemi principali, indebolendo la sua posizione con le vicine razze, inclusa l'Unione Cardassiana.
Il comandante Shelby prese il comando di una speciale task force per ricostruire la linea difensiva della Flotta Stellare. La costruzione di nuove navi fu accelerata ma ci vollero diversi anni per far tornare la Flotta al precedente livello di implementazione. Forse ancora più importante, l'intera filosofia della Flotta Stellare cominciò a cambiare, spingendola alla costruzione di vascelli sempre più offensivi. Progetti precedentemente controversi con armamenti pesanti, come la Classe Defiant, acquistarono maggiore sostegno alla luce della minaccia dei Borg.
Nel 2367, l'ammiraglio Norah Satie utilizzò la battaglia come un mezzo per indebolire l'integrità del capitano Jean-Luc Picard durante un'inchiesta per un possibile caso di spionaggio romulano.
Nel 2371, il Vice Ammiraglio Toddman commentò con Sisko che la battaglia della Nebulosa Omarion tra il Dominio e le forze unite della Tal Shiar e dell'Ordine Ossidiano era molto simile alla battaglia di Wolf 359. Sisko ammise che aveva avuto lo stesso pensiero. Come accadde per le navi della Federazione, pochissime navi Cardassiane e Romulane sopravvissero alla battaglia.
Nel 2374, l'alfa Hirogeno, Karr, che aveva preso il controllo della USS Voyager nello scegliere quali battaglie ricreare sul ponte ologrammi ponderò quella di Wolf 359, in quanto era stata una delle più note battaglie della Federazione (episodi prima e seconda parte).

## Sopravvissuti
Benjamin Sisko era il primo ufficiale della USS Saratoga durante la battaglia di Wolf 359. Jennifer, la moglie di Sisko, morì durante la battaglia, mentre Sisko e il figlio Jake riuscirono a salvarsi utilizzando una scialuppa di salvataggio prima che il nucleo di curvatura della USS Saratoga esplodesse. (DS9: L'emissario - prima e seconda parte).
Kathryn Janeway nell'episodio Il patto dello scorpione - prima e seconda parte della serie Star Trek: Voyager affermò che Amasov, il capitano della USS Endeavour disse: «I Borg sono la malvagità pura, peggio di qualsiasi altra razza». Questo implica che la Endeavour sarebbe stata l'unica astronave Federale a sopravvivere alla battaglia o che il capitano Amasov fosse scampato alla morte a bordo di una scialuppa di salvataggio.
Sopravvisse anche Liam Shaw, ai tempi facente parte del personale tecnico della USS Constance e successivamente divenuto capitano della USS Titan NCC-80102-A.

### Persone assimilate a Wolf 359
In Star Trek: Voyager vengono riportati casi di alcuni individui assimilati nel corso della battaglia a Wolf 359.
In Unito viene mostrata una colonia di individui assimilati dai Borg e poi sconnessi dalla collettività. Una degli ex droni, Riley Frazier, aveva prestato servizio sulla USS Roosevelt quando era stata assimilata.
In Regressione infinita, Sette di Nove comincia a manifestare sintomi di disturbo dissociativo dell'identità. Le personalità manifestate erano tutte di persone assimilate dai Borg; una di loro era quella di una donna (non ne viene specificato il nome, ma aveva chiesto notizie del 'figlio' Gregory Bergen) che aveva partecipato alla battaglia. Non viene raccontato cosa sia successo al tenente Bergen ma, a giudicare dalle parole di Sette di Nove, i Borg avevano abbordato la USS Melbourne per assimilarla, e lei aveva cercato di fuggire tramite le capsule di salvataggio finendo però assimilata.
In Unimatrice Zero - prima e seconda parte, una degli abitanti del regno virtuale dei Borg è una donna umana, di cui viene menzionato il solo nome di battesimo, Laura. Lei dice di essere stata assimilata a Wolf 359, ma non è ben chiaro se si riferisca alla battaglia o a un secondo momento.
Il libro Greater than the sum, per giustificare il fatto che queste persone siano sopravvissute allo scoppio della nave vicino alla Terra, sostiene che il Cubo, dopo averle assimilate aveva (un po' come era successo nel film Primo contatto) espulso una sfera avente queste persone assimilate a bordo: erano quindi sopravvissute allo scoppio della nave in quanto erano state portate via dal conflitto e quindi non presenti al momento dello scoppio della nave Borg vicino alla Terra.
William Shatner nel suo libro Il ritorno allude alla possibilità che alcune navi stellari e i loro equipaggi siano stati mandati via dal conflitto attraverso un condotto di transcurvatura Borg e fatti dirigere verso un pianeta dove si trovava il mondo natale dei Borg.

## Astronavi partecipanti identificate
| Nome            | Codice identificativo | Classe               |
| --------------- | --------------------- | -------------------- |
| USS Ahwahanee   | NCC-73620             | Classe Cheyenne      |
| USS Bellerophon | NCC-62048             | Classe Nebula        |
| USS Bonestell   | NCC-31600             | Classe Oberth        |
| USS Buran       | NCC-57580             | Classe Challenger    |
| USS Chekov      | NCC-53702             | Classe Springfield   |
| USS Constance   | NCC-10367             | Classe Constellation |
| USS Endeavour   | NCC-71805             | Classe Nebula        |
| USS Firebrand   | NCC-68723             | Classe Freedom       |
| USS Gage        | NCC-11672             | Classe Apollo        |
| USS Kyushu      | NCC-65491             | Classe New Orleans   |
| USS Liberator   | NCC-67016             | Sconosciuta          |
| USS Melbourne   | NCC-62043             | Classe Excelsior     |
| USS Melbourne   | NCC-62043-A           | Classe Nebula        |
| USS Princeton   | NCC-59804             | Classe Niagara       |
| USS Righteous   | NCC-42451             | Classe Excelsior     |
| USS Roosevelt   | NCC-2573              | Classe Excelsior     |
| USS Saratoga    | NCC-31911             | Classe Miranda       |
| USS Tolstoy     | NCC-62095             | Classe Rigel         |
| USS Victory     | NCC-9754              | Classe Constellation |
| USS Yamaguchi   | NCC-26510             | Classe Ambassador    |

Sebbene non faccia parte del canone di Star Trek, il racconto Vendetta menziona altre astronavi della classe Galaxy distrutte a Wolf 359.